# Gran Premio motociclistico della Repubblica Ceca 2019
Il Gran Premio motociclistico della Repubblica Ceca 2019 è stato la decima prova su diciannove del motomondiale  2019, disputato il 4 agosto sul circuito di Brno. Le vittorie nelle tre classi sono andate rispettivamente a: Marc Márquez in MotoGP, Álex Márquez in Moto2 e Arón Canet in Moto3.

## MotoGP

### Arrivati al traguardo
| Pos. | Nº | Pilota            | Squadra                     | Motocicletta       | Giri | Tempo     | Griglia | Punti |
| ---- | -- | ----------------- | --------------------------- | ------------------ | ---- | --------- | ------- | ----- |
| 1º   | 93 | Marc Márquez      | Repsol Honda                | Honda RC213V       | 20   | 39'24.430 | 1º      | 25    |
| 2º   | 4  | Andrea Dovizioso  | Ducati Team                 | Ducati Desmosedici | 20   | +2,452    | 4º      | 20    |
| 3º   | 43 | Jack Miller       | Pramac Racing               | Ducati Desmosedici | 20   | +3,497    | 2º      | 16    |
| 4º   | 42 | Álex Rins         | Suzuki Ecstar               | Suzuki GSX-RR      | 20   | +4,858    | 6º      | 13    |
| 5º   | 35 | Cal Crutchlow     | LCR Honda Castrol           | Honda RC213V       | 20   | +6,007    | 11º     | 11    |
| 6º   | 46 | Valentino Rossi   | Monster Energy Yamaha       | Yamaha YZR-M1      | 20   | +9,083    | 7º      | 10    |
| 7º   | 20 | Fabio Quartararo  | Petronas Yamaha SRT         | Yamaha YZR-M1      | 20   | +12,092   | 10º     | 9     |
| 8º   | 9  | Danilo Petrucci   | Ducati Team                 | Ducati Desmosedici | 20   | +13,976   | 8º      | 8     |
| 9º   | 30 | Takaaki Nakagami  | LCR Honda Idemitsu          | Honda RC213V       | 20   | +15,724   | 13º     | 7     |
| 10º  | 12 | Maverick Viñales  | Monster Energy Yamaha       | Yamaha YZR-M1      | 20   | +16,558   | 9º      | 6     |
| 11º  | 44 | Pol Espargaró     | Red Bull KTM Factory Racing | KTM RC16           | 20   | +18,234   | 5º      | 5     |
| 12º  | 63 | Francesco Bagnaia | Pramac Racing               | Ducati Desmosedici | 20   | +19,738   | 14º     | 4     |
| 13º  | 88 | Miguel Oliveira   | Red Bull KTM Tech 3         | KTM RC16           | 20   | +22,539   | 16º     | 3     |
| 14º  | 5  | Johann Zarco      | Red Bull KTM Factory Racing | KTM RC16           | 20   | +30,459   | 3º      | 2     |
| 15º  | 6  | Stefan Bradl      | Repsol Honda                | Honda RC213V       | 20   | +30,5     | 17º     | 1     |
| 16º  | 53 | Esteve Rabat      | Reale Avintia Racing        | Ducati Desmosedici | 20   | +30,755   | 22º     |       |
| 17º  | 29 | Andrea Iannone    | Aprilia Racing Team Gresini | Aprilia RS-GP      | 20   | +37,17    | 23º     |       |
| 18º  | 41 | Aleix Espargaró   | Aprilia Racing Team Gresini | Aprilia RS-GP      | 20   | +37,343   | 18º     |       |
| 19º  | 17 | Karel Abraham     | Reale Avintia Racing        | Ducati Desmosedici | 20   | +44,296   | 20º     |       |
| 20º  | 50 | Sylvain Guintoli  | Suzuki Ecstar               | Suzuki GSX-RR      | 20   | +48,938   | 15º     |       |

### Ritirati
| Nº | Pilota            | Squadra             | Motocicletta  | Giri | Griglia |
| -- | ----------------- | ------------------- | ------------- | ---- | ------- |
| 55 | Hafizh Syahrin    | Red Bull KTM Tech 3 | KTM RC16      | 6    | 21º     |
| 21 | Franco Morbidelli | Petronas Yamaha SRT | Yamaha YZR-M1 | 0    | 12º     |
| 36 | Joan Mir          | Suzuki Ecstar       | Suzuki GSX-RR | 0    | 19º     |

## Moto2

### Arrivati al traguardo
| Pos. | Nº | Pilota                | Squadra                     | Motocicletta | Giri | Tempo     | Griglia | Punti |
| ---- | -- | --------------------- | --------------------------- | ------------ | ---- | --------- | ------- | ----- |
| 1º   | 73 | Álex Márquez          | EG 0,0 Marc VDS             | Kalex        | 19   | 38'49.768 | 1º      | 25    |
| 2º   | 21 | Fabio Di Giannantonio | Beta Tools Speed Up         | Speed Up     | 19   | +3.018    | 5º      | 20    |
| 3º   | 33 | Enea Bastianini       | Italtrans Racing            | Kalex        | 19   | +4.158    | 18º     | 16    |
| 4º   | 9  | Jorge Navarro         | Beta Tools Speed Up         | Speed Up     | 19   | +4.290    | 11º     | 13    |
| 5º   | 10 | Luca Marini           | SKY Racing Team VR46        | Kalex        | 19   | +7.031    | 13º     | 11    |
| 6º   | 23 | Marcel Schrötter      | Dynavolt Intact GP          | Kalex        | 19   | +8.847    | 7º      | 10    |
| 7º   | 11 | Nicolò Bulega         | SKY Racing Team VR46        | Kalex        | 19   | +8.937    | 4º      | 9     |
| 8º   | 40 | Augusto Fernández     | Flexbox HP 40               | Kalex        | 19   | +11.900   | 10º     | 8     |
| 9º   | 45 | Tetsuta Nagashima     | Onexox TKKR SAG             | Kalex        | 19   | +12.896   | 17º     | 7     |
| 10º  | 27 | Iker Lecuona          | American Racing KTM         | KTM          | 19   | +19.079   | 23º     | 6     |
| 11º  | 7  | Lorenzo Baldassarri   | Flexbox HP 40               | Kalex        | 19   | +20.248   | 3º      | 5     |
| 12º  | 72 | Marco Bezzecchi       | Red Bull KTM Tech 3         | KTM          | 19   | +21.424   | 6º      | 4     |
| 13º  | 88 | Jorge Martín          | Red Bull KTM Ajo            | KTM          | 19   | +23.119   | 19º     | 3     |
| 14º  | 5  | Andrea Locatelli      | Italtrans Racing            | Kalex        | 19   | +25.850   | 21º     | 2     |
| 15º  | 35 | Somkiat Chantra       | Idemitsu Honda Team Asia    | Kalex        | 19   | +26.240   | 22º     | 1     |
| 16º  | 87 | Remy Gardner          | Onexox TKKR SAG             | Kalex        | 19   | +26.714   | 15º     |       |
| 17º  | 64 | Bo Bendsneyder        | NTS RW Racing GP            | NTS          | 19   | +28.917   | 8º      |       |
| 18º  | 96 | Jake Dixon            | Sama Qatar Ángel Nieto Team | KTM          | 19   | +32.573   | 9º      |       |
| 19º  | 94 | Jonas Folger          | Petronas Sprinta Racing     | Kalex        | 19   | +32.979   | 29º     |       |
| 20º  | 62 | Stefano Manzi         | MV Agusta Temporary Forward | MV Agusta F2 | 19   | +35.664   | 27º     |       |
| 21º  | 77 | Dominique Aegerter    | MV Agusta Temporary Forward | MV Agusta F2 | 19   | +35.865   | 30º     |       |
| 22º  | 4  | Steven Odendaal       | NTS RW Racing GP            | NTS          | 19   | +46.357   | 25º     |       |
| 23º  | 65 | Philipp Öttl          | Red Bull KTM Tech 3         | KTM          | 19   | +50.454   | 31º     |       |
| 24º  | 97 | Xavi Vierge           | EG 0,0 Marc VDS             | Kalex        | 19   | +58.874   | 14º     |       |
| 25º  | 18 | Xavier Cardelús       | Sama Qatar Ángel Nieto Team | KTM          | 19   | +1'04.629 | 28º     |       |

### Ritirati
| Nº | Pilota        | Squadra             | Motocicletta | Giri | Griglia |
| -- | ------------- | ------------------- | ------------ | ---- | ------- |
| 41 | Brad Binder   | Red Bull KTM Ajo    | KTM          | 12   | 16º     |
| 22 | Sam Lowes     | Federal Oil Gresini | Kalex        | 8    | 2º      |
| 54 | Mattia Pasini | Tasca Racing        | Kalex        | 8    | 24º     |
| 12 | Thomas Lüthi  | Dynavolt Intact GP  | Kalex        | 3    | 12º     |
| 3  | Lukas Tulovic | Kiefer Racing       | KTM          | 3    | 26º     |

## Moto3

### Arrivati al traguardo
| Pos. | Nº | Pilota              | Squadra                     | Motocicletta  | Giri | Tempo     | Griglia | Punti |
| ---- | -- | ------------------- | --------------------------- | ------------- | ---- | --------- | ------- | ----- |
| 1º   | 44 | Arón Canet          | Sterilgarda Max Racing Team | KTM RC 250 GP | 18   | 39'11.879 | 6º      | 25    |
| 2º   | 48 | Lorenzo Dalla Porta | Leopard Racing              | Honda NSF250R | 18   | +0.159    | 17º     | 20    |
| 3º   | 14 | Tony Arbolino       | VNE Snipers                 | Honda NSF250R | 18   | +0.217    | 1º      | 16    |
| 4º   | 5  | Jaume Masiá         | Bester Capital Dubai        | KTM RC 250 GP | 18   | +0.404    | 8º      | 13    |
| 5º   | 23 | Niccolò Antonelli   | SIC58 Squadra Corse         | Honda NSF250R | 18   | +0.499    | 3º      | 11    |
| 6º   | 79 | Ai Ogura            | Honda Team Asia             | Honda NSF250R | 18   | +0.530    | 9º      | 10    |
| 7º   | 16 | Andrea Migno        | Bester Capital Dubai        | KTM RC 250 GP | 18   | +0.715    | 15º     | 9     |
| 8º   | 55 | Romano Fenati       | VNE Snipers                 | Honda NSF250R | 18   | +0.737    | 11º     | 8     |
| 9º   | 84 | Jakub Kornfeil      | Redox PruestelGP            | KTM RC 250 GP | 18   | +1.063    | 20º     | 7     |
| 10º  | 40 | Darryn Binder       | CIP Green Power             | KTM RC 250 GP | 18   | +1.757    | 21º     | 6     |
| 11º  | 71 | Ayumu Sasaki        | Petronas Sprinta Racing     | Honda NSF250R | 18   | +3.863    | 24º     | 5     |
| 12º  | 25 | Raúl Fernández      | Sama Qatar Ángel Nieto Team | KTM RC 250 GP | 18   | +5.470    | 5º      | 4     |
| 13º  | 76 | Makar Yurchenko     | BOE Skull Rider Mugen Race  | KTM RC 250 GP | 18   | +5.495    | 7º      | 3     |
| 14º  | 61 | Can Öncü            | Red Bull KTM Ajo            | KTM RC 250 GP | 18   | +5.540    | 13º     | 2     |
| 15º  | 7  | Dennis Foggia       | SKY Racing Team VR46        | KTM RC 250 GP | 18   | +8.259    | 22º     | 1     |
| 16º  | 42 | Marcos Ramírez      | Leopard Racing              | Honda NSF250R | 18   | +9.056    | 18º     |       |
| 17º  | 82 | Stefano Nepa        | Reale Avintia Arizona 77    | KTM RC 250 GP | 18   | +23.010   | 30º     |       |
| 18º  | 53 | Deniz Öncü          | Red Bull KTM Ajo            | KTM RC 250 GP | 18   | +25.241   | 27º     |       |
| 19º  | 13 | Celestino Vietti    | SKY Racing Team VR46        | KTM RC 250 GP | 18   | +1'11.129 | 16º     |       |

### Ritirati
| Nº | Pilota         | Squadra                     | Motocicletta  | Giri | Griglia |
| -- | -------------- | --------------------------- | ------------- | ---- | ------- |
| 22 | Kazuki Masaki  | BOE Skull Rider Mugen Race  | KTM RC 250 GP | 16   | 25º     |
| 21 | Alonso López   | Estrella Galicia 0,0        | Honda NSF250R | 13   | 10º     |
| 27 | Kaito Toba     | Honda Team Asia             | Honda NSF250R | 13   | 12º     |
| 11 | Sergio García  | Estrella Galicia 0,0        | Honda NSF250R | 13   | 26º     |
| 75 | Albert Arenas  | Sama Qatar Ángel Nieto Team | KTM RC 250 GP | 5    | 19º     |
| 54 | Riccardo Rossi | Kömmerling Gresini          | Honda NSF250R | 3    | 28º     |
| 12 | Filip Salač    | Redox PruestelGP            | KTM RC 250 GP | 3    | 14º     |
| 24 | Tatsuki Suzuki | SIC58 Squadra Corse         | Honda NSF250R | 1    | 4º      |
| 69 | Tom Booth-Amos | CIP Green Power             | KTM RC 250 GP | 1    | 29º     |
| 17 | John McPhee    | Petronas Sprinta Racing     | Honda NSF250R | 1    | 2º      |
| 33 | Yuki Kunii     | Asia Talent Team            | Honda NSF250R | 0    | 23º     |